# Бернард Тревизанский
Бернард Тревизанский (лат. Bernardus Trevisanus; 1406; Падуя, умер в 1490 году) — легендарный итальянский алхимик, якобы происходивший из аристократической семьи города Падуи и носивший титул графа.
Его образ слился с другим алхимиком Бернардом Трирским (Bernardus Trevirensis), реальным историческим лицом, известным как автор послания Фоме Болонскому, служившему врачом при Карле VIII.
Среди приписанных Бернарду Тревизанскому сочинений ключевыми признаны такие тексты как «Естественная философия металлов» (1567) и «Songe-Verd» ( (фр.)), перекликающийся с трактатом Василия Валентина об азоте (1624) и «Химической свадьбой Христиана Розенкрейца» немца Валентина Андреа (англ. Chymical Wedding of Christian Rosenkreutz; 1616).
Сочинения Тревизана отличались ясностью мыслей и выражений, за что автор получил одобрительную оценку читателей. Сам Тревизан признавался, что полностью овладел Знанием лишь в возрасте 73 лет. Он подчёркивал важность видений наяву и во сне, — также, как впоследствии об этом писали видные утописты, оккультисты и эзотерики, в частности, Христиан Розенкрейц, Василий Валентин, граф Калиостро и другие.